# Хари Потер и уклето дете
Хари Потер и уклето дете (енгл. Harry Potter and the Cursed Child) позоришна је представа британског редитеља Џека Торна и представља осми део саге о Харију Потеру. Причу чине две одвојене представе које се приказују као матине и вечерња представа, а карте се могу купити као комплет за обе, или само за једну од представа. Представа је премијерно одиграна у позоришту Палас на лондонском Вест Енду 30. јула 2016. године, 19 година после објављивања првог дела серијала Хари Потер и камен мудрости (1997). Аутори сценарија су Џеј-Кеј Роулинг, ауторка популарног серијала, редитељ Џек Торн и драмски писац Џон Тифани.
Карте за представу су већ пре премијере биле распродате до маја 2017. Због овако великог интересовања, као и због бројних обожавалаца широм света који неће моћи да виде представу, оригинални сценарио је објављен и као књига.
Представа је освојила до тада рекордних девет британских позоришних награда Оливије, које су еквивалент америчким Тони наградама.

## О представи
Иако се представа даје и до пет или седам пута недељно, карте су веома често распродате унапред. Цена улазиница се креће од 30 до 140 фунти, што је стандардна цена улазница за високобуџетне продукције на Вест Енду. Глумачку поставу чини ансамбл од 30-ак глумаца.
Радња је углавном узбудљива, забавна и напета. Присутни су сви препознатљиви елементи стила Џоане Роулинг: вешти дијалози, развијени и разноврсни ликови, мистерија и неочекивани преокрети. Непосредно пред почетак представе Роулингова је у снимљеној поруци замолила љубитеље Харија Потера „да не упропасте магију одавањем тајни”, већ да „допусте публици да ужива у Уклетом детету уз сва изненађења којима је грађена прича.”
Осим у Лондонском Паласу, представа се игра и у другим позориштима широм света, између осталог у Њујорку, Лондону, Хамбургу и Токију. Занимљиво је да од новембра 2025. улогу одраслог Драка Малфоја на сцени на Бродвеју игра британски глумац Том Фелтон, који је исту улогу играо и као дечак у серијалуфилмова о Харију Потеру. Ово је уједно Фелтонов бродвејски деби, али и први пут да један од оригиналних чланова глумачке поставе из филмова учествује у позоришној представи Хари Потер и уклето дете.

### Контроверзе
Још пре прве седеће пробе представа је изазвала бурне реакције фанова због чињенице да је за улогу одрасле Хермионе изабрана глумица афричког порекла. Наиме, улога одраслог Харија Потера поверена је глумцу Џемију Паркеру, док је улога Хермионе поверена тамнопутој глумици Номи Думецеви из Свазиленда. На свом Твитер налогу Џоан Роулинг је подржала избор глумице. Написала је, између осталог, да боја коже главних јунака у њеним књигама никада није била прецизирана и да јој се допада идеја о тамнопутој Хермиони: „Хермиона је паметна, има таме очи и жбунасту косу, бела боја коже никада није прецизирана у мојој књизи. Волим тамнопуту Хермиону.”

### Награде
Позоришни наставак приче о дечаку чаробњаку списатељице Џоане Роулинг Комад је имао је 11 номинација за престижне награде Оливије, а награђен је у 9 категорија за: 
- најбољи нови комад,
- режију,
- најбољу мушку улогу,
- светло,
- звук,
- костиме и
- сценографију,
- најбољи глумац у помоћној улози и
- најбоља глумица у помоћној улози.

Звезда представе Џејми Паркер проглашен је за најбољег глумца за улогу одраслог Харија. Ентони Бојл и Нома Думезвени награђени су као најбољи глумац и глумица у помоћној улози за тај комад.

## Радња
Хари Потер и уклето дете је осми део саге, а радња се одвија 19 година након дешавања у последњем роману Хари Потер и реликвије смрти, у време када су сви досадашњи протагонисти серијала одрасли, а њихова деца похађају Хогвортс. Хари Потер сада ради у Министарству магије, има троје деце и бори се са својом прошлошћу. Прича је заправо наставак епилога последњег романа, у ком Хари стоји на перону 9 ¾ и маше свом најмлађем сину Албусу, испраћајући га у први разред на Хогворсту. Управо одатле креће прича Уклетог детета.
Док се Хари бори с прошлошћу која га и даље прогања, његов син Албус мора да се носи са породичним наслеђем које никада није прижељкивао. У купеу Хогвортс Експреса упознаје дечака који ће постати његов једини и нераздвојни пријатељ – сином Harijevog најжешћег ривала, Драка Малфоја. Aли ту свака сличност са животом његовог познатог херојског оца престаје. Двојица дечака откривају да имају доста тога заједничког, да обојица плаћају цену за грехе својих предака и да се од обојице очекује да испуне одређене стандарде и буду успешни попут својих родитеља. Они на то одговарају бунтовништвом и крећу у свој поход да исправе неправду која им је рођењем приписана. Њихова авантура прети да сруши све оно за шта се генерација њихових родитеља борила у бици за Хогвортс. У вечитом преплетању прошлости и садашњости отац и син спознају неугодну истину: да се оно најмрачније понекад јавља тамо где га најмање очекујемо.
У овој причи гледалац (односно читалац) се сусреће са кључним ликовима из оригиналног серијала. Сазнају се детаљи о брачном животу Харија и Џини и Рона и Хермионе. Упознаје се са њиховим каријерама и колико су те каријере испуниле њихова очекивања. Неке авети из прошлости проналазе свој пут назад у свет живих, али се појављују и неки нови ликови којих у оригиналном серијалу нема.

## Књига
Књига Хари Потер и уклето дете није  роман, већ сценарио за представу који је написао познати британски драматург Џон Тифани, сценариста бројних успешних ТВ серија и филмова. Аутори приче су, поред Торна, и сама креаторка Хари Потера Џоан Роулинг, као и режисер представе Џек Торн. Роулингова је доста активно учествовала у писању сценарија, те је њено име прво потписано на књизи, а дијалози на моменте носе њен препознатљив уметнички печат. Пошто је представа била распродата годину дана унапред, британска ауторка одлучила је да објави књигу због свих обожавалаца широм света који нису у могућности да је виде у позоришту. Непосредно пре претпремијерних приказивања током јула 2016, покренута је кампања Keep the Secrets (Чувај тајне) којом се на посетиоце представе апеловало да  се суздрже од откривања детаља радње како не би покварили утисак онима који су морали да чекају до објављивања књиге да сазнају заплет приче.
У тексту је препознатљив оригинални стил писања Џоан Роулинг, а посебан утисак у књизи остављају дидаскалије које су веома прецизне и детаљне, тако да се читаоцу све време чини да заправо гледа представу а не да чита сценарио. Књига је врло брзо постала књига са највећом претпродајом у Сједињеним Америчким Државама, али и многим другим земљама широм света. У књижарама у Србији појавила се убрзо после светске премијере представе у Лондону, а на српски језик превели су је Весна и Драшко Рогановић После овог искуства Џоан Роулинг је самостално написала и свој сценаријски првенац – сценарио за  триологију филмова о свету чарабњака Фантастичне звери.